# 1939 în artă
← 1936 în artă — 1937 în artă — 1938 în artă ——  1939 în artă  —— 1940 în artă — 1941 în artă — 1942 în artă →
1939 în artă implică o serie de evenimente:

## Evenimente

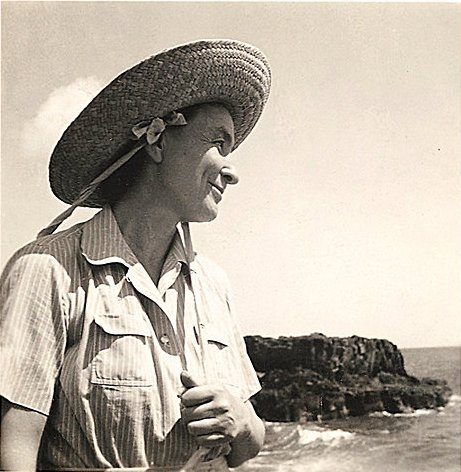
1939 — Georgia O’Keeffe în Hawaii, fotografie de Harold Stein - 1939, lucrare aflatâ la Yale University (Yale Collection of American Literature, Beinecke Rare Book and Manuscript Library)

1931 - 1939 — Steagul Republicii Spaniole (în) — între 1931 și 1939

## Premii
- Archibald Prize —

## Galerie (lucrări din 1939)

Lucrări reprezentative
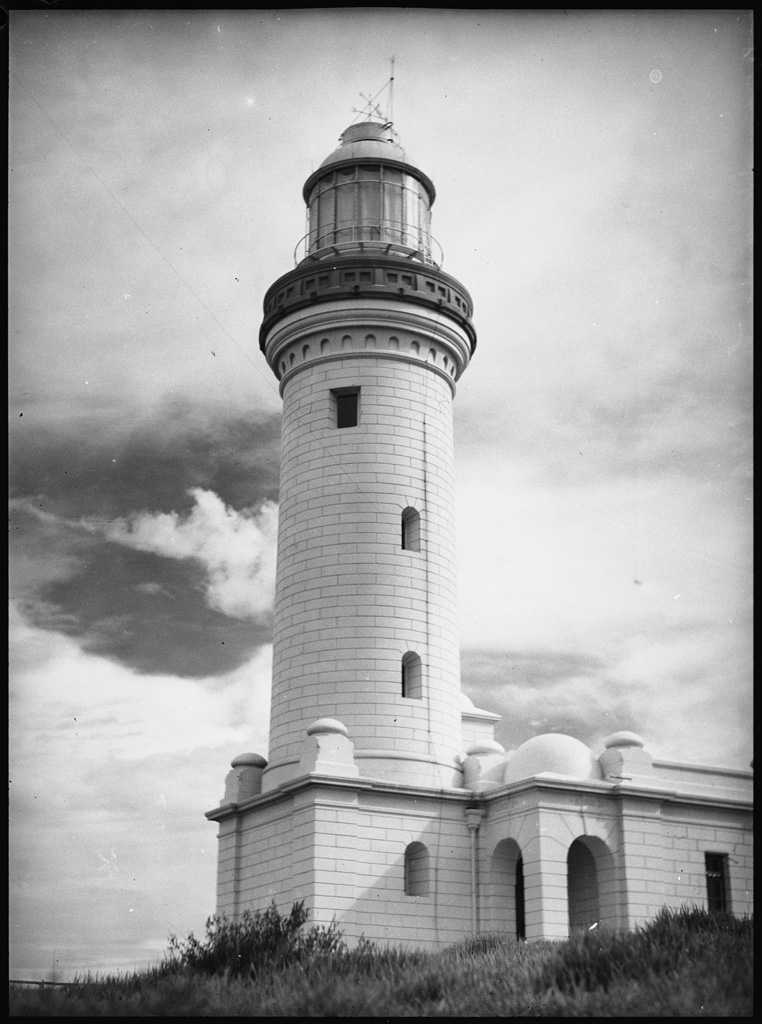
13 aprilie 1939 — Farul Capul Norah (engleză Norah Head lighthouse, New South Wales fotografie de Ray Olson, din negativul original (aflat la State Library of New South Wales, ON 388/Box 026/Item 083)
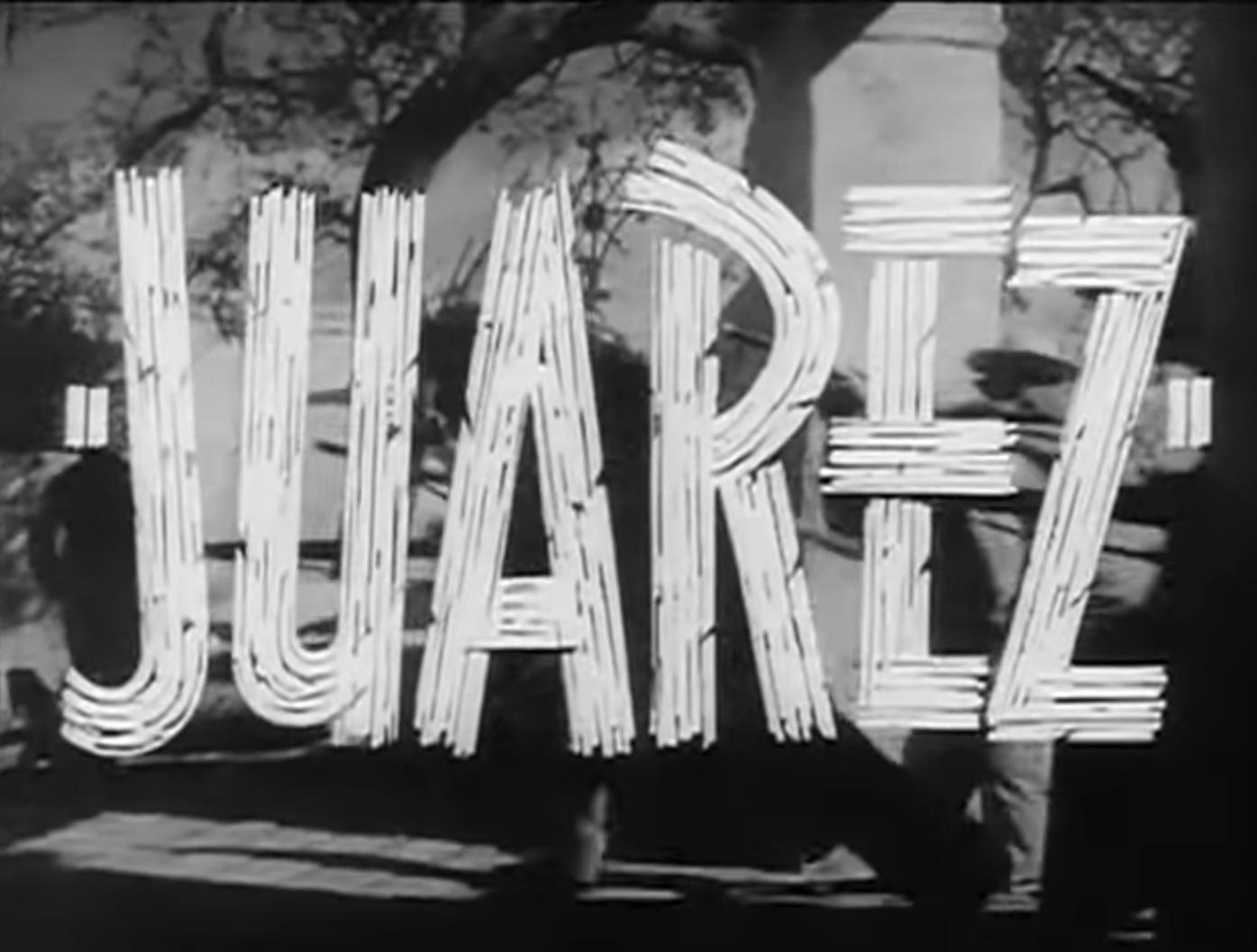
1939 — Titlu pentru filmul omonim din 1939, Juarez
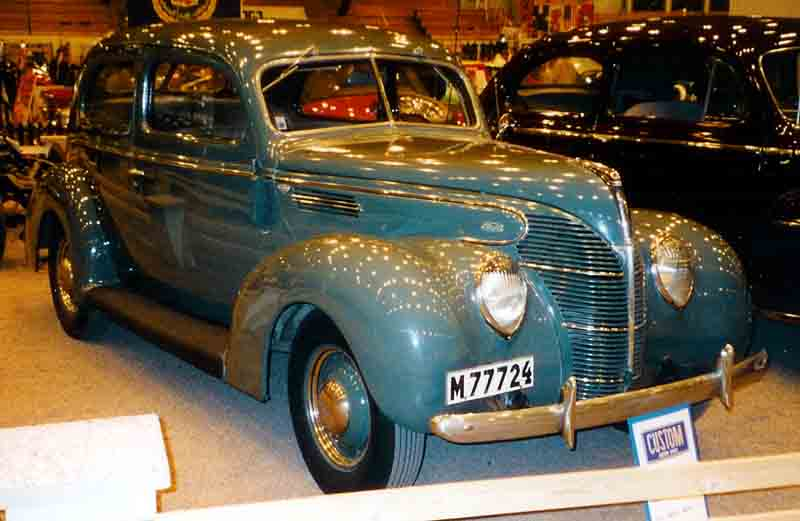
1939 — Model 1939, Ford 70A Standard Tudor Sedan {M77724} — fotografiat la data de 21 octombrie 2007, într-o expoziție de automobile de epocă (autor Lars-Göran Lindgren,  Suedia
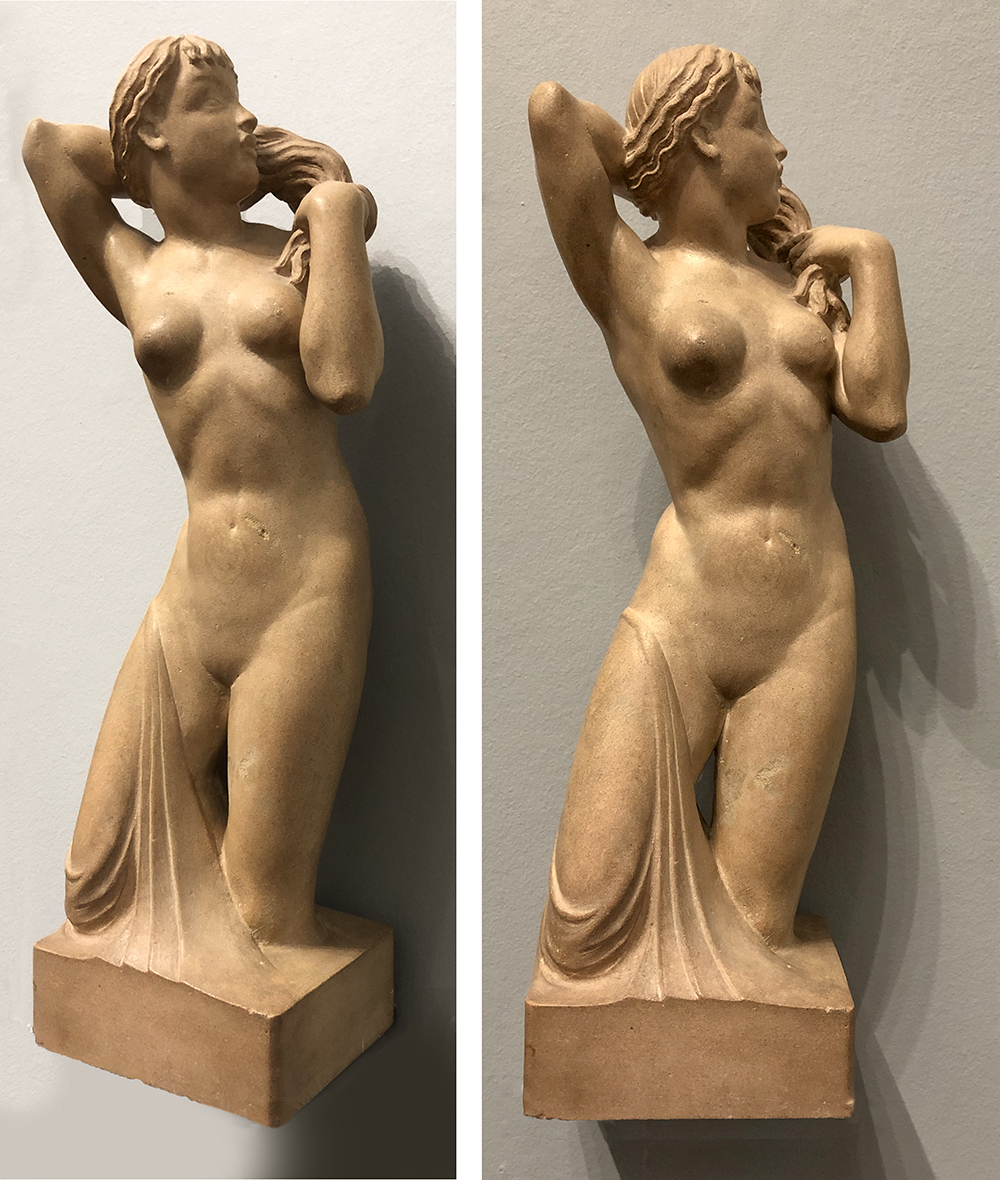
1939 — Tânără fată, lucrare a sculptorului australian Orlando Henry Dutton (1894 – 1962)